# Iuliana Nucu
Iuliana-Roxana Nucu (ur. 4 października 1980 w Konstancie) – rumuńska siatkarka, reprezentantka kraju. Gra na pozycji środkowej.

## Kluby
- 1996-1999  Konstanca
- 1999-2003  Metal Gałacz
- 2003-2006  Asystel Novara
- 2006-2009  Unicom Starker Kerakoll Sassuolo
- 2009-2010  Chateau d'Ax Urbino Volley
- 2010-2012  Norda Foppapedretti Bergamo
- 2012  Icos Crema Volley
- 2013  Dinamo Bukareszt

## Sukcesy klubowe
Superpuchar Włoch:
- 2003, 2005, 2011

Puchar Włoch:
- 2004

Mistrzostwo Włoch:
- 2011
- 2004

Liga Mistrzyń:
- 2005

Puchar Top Teams:
- 2006

Klubowe Mistrzostwa Świata:
- 2010

Mistrzostwo Rumunii:
- 2013